# General Fernández Oro
Pour les articles homonymes, voir Oro.
General Fernández Oro est un village d'Argentine qui se trouve dans le département de General Roca, en province de Río Negro. C'est une des localités de la haute vallée du Río Negro ; elle est située au km 1181 du chemin de fer General Roca sur la rive gauche ou nord du río Negro.

## Toponymie
Le village porte le nom d'un militaire qui participa à la Conquête du Désert en 1879, le général Manuel Fernández Oro.

## Population
Le village comptait 5.067 habitants en 2001, soit une hausse de 27,5 % par rapport aux 3 973recensés en 1991.

## Économie
L'activité principale de la ville est la fruticulture (raisin et fruits à noyau comme les pêches). On y trouve aussi d'autres produits importants, tels le houblon.

## Tourisme
- Musée municipal de General Fernández Oro, considéré comme l'un des plus importants de la province de Río Negro.